# Europäischer Papageifisch
Der Europäische Papageifisch (Sparisoma cretense) war die einzige im Mittelmeer vertretene Art der Papageifische, bis der Blauband-Papageifisch (Scarus ghobban) durch den Suez-Kanal in das östliche Mittelmeer einwanderte.

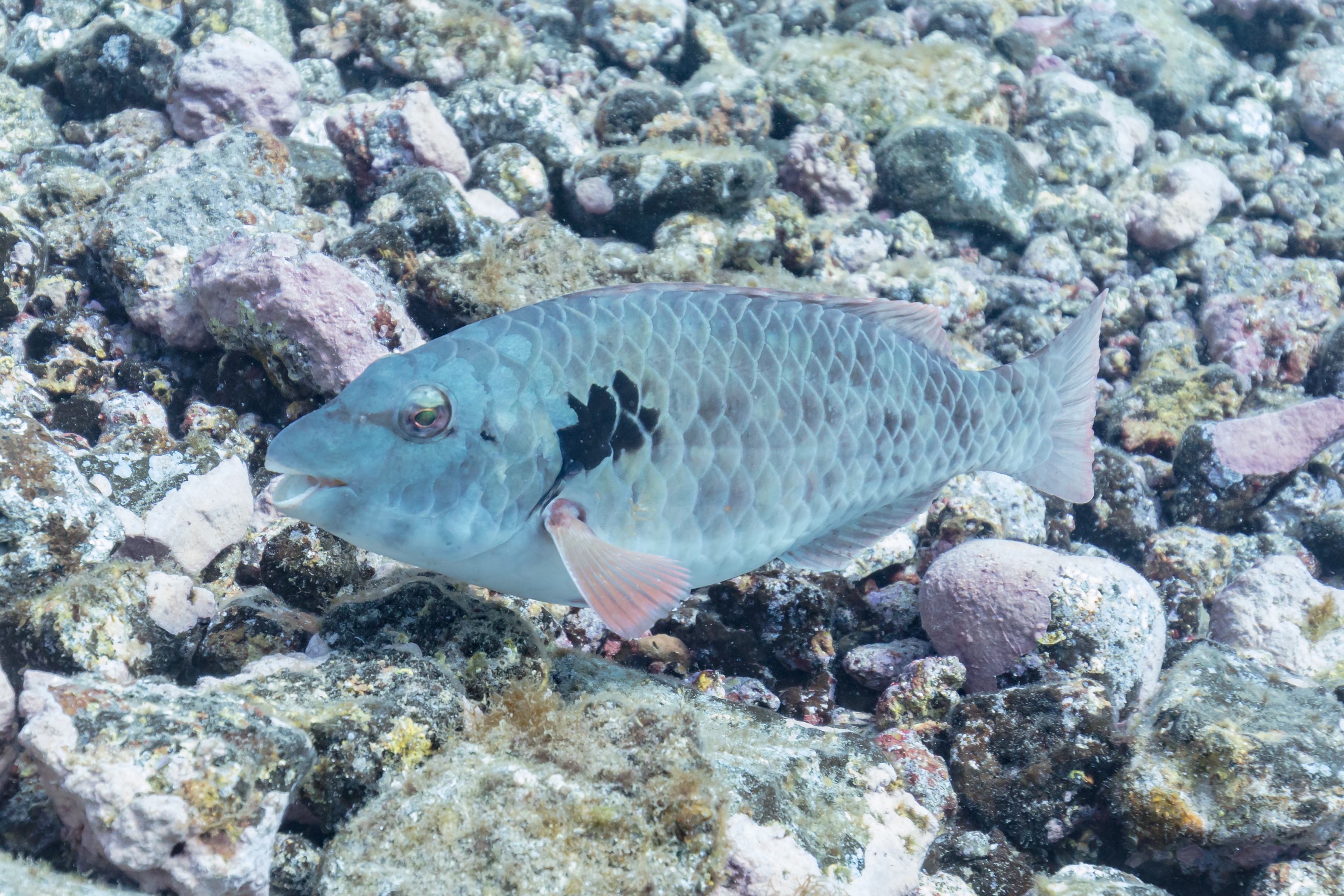
Männchen

## Verbreitung
Sparisoma cretense ist im östlichen Atlantik von Portugal bis zum Senegal heimisch. Dieses Verbreitungsgebiet umfasst die Kanaren, Azoren, Madeira und Porto Santo, sowie die Kapverdischen Inseln.
Im Mittelmeer ist der Europäische Papageifisch hauptsächlich im westlichen und zentralen Mittelmeer zu finden. Das Hauptverbreitungsgebiet umfasst die nordafrikanische Küste, Malta, Sizilien, Italien und Spanien mit den Balearen. Im östlichen Mittelmeer und in der Adria ist diese Art nicht so häufig vertreten.

## Lebensraum und Verhalten
Sparisoma cretense ist meistens in flachen Gewässern nahe felsiger Küsten zu finden. Obwohl der Europäische Papageifisch häufig in Tiefen von 10 bis 20 m zu beobachten ist, trifft man ihn vereinzelt auch noch in einer Tiefe bis ca. 50 m an. Beim Europäischen Papageifisch handelt es sich um einen geselligen Fisch, der meist in Gruppen auftritt. Es ist oftmals zu beobachten, dass Sparisoma cretense auch in Gruppen mit anderen Fischen schwimmt. Die Tiere sind permanent damit beschäftigt die Felsen und Spalten an der Küste abzuweiden. Die unverwertbaren Reste des Gefressenen scheiden sie unmittelbar danach wieder aus.

## Biologie
Der Europäische Papageifisch wird maximal bis zu 50 cm lang, die normalerweise beobachtete Körperlänge beträgt jedoch 30 cm. Die Paarung findet zwischen Juli und September statt. Es wurde schon behauptet, dass es sich bei den Europäischen Papageifischen im Gegensatz zu seinen Verwandten nicht um einen Hermaphroditen handelt. Allerdings gibt es auch histologische und demographische Daten, die vermuten lassen, dass auch bei dieser Art ein Geschlechtswandel stattfindet. Die Nahrung besteht im Wesentlichen aus Algen und Invertebraten. Die weiblichen und männlichen Fische unterscheiden sich deutlich in der Färbung. Die Männchen sind eher grau oder violett-bräunlich und schlicht gefärbt, während die weiblichen Papageifische eine kräftig dunkelrote Farbe mit grauen Partien hinter dem Kopf, sowie einem gelben Augenstreifen haben. Besonders interessant ist, dass diese Art zwei unterschiedliche Strategien in puncto Sozialverhalten besitzt. Das Leben in Gruppen wird überwiegend bei Tieren kleinerer Größe vorgefunden, während Territorialität bei großen Tieren vorherrscht. Männchen werden früher erwachsen und werden auch früher territorial als Weibchen. Die besten Reviere werden von großen Männchen besetzt. Größere Männchen haben ihre Reviere in größerer Tiefe und an exponierteren Stellen, in Gruppen lebende Fische besetzen flachere, geschütztere Stellen. Jedoch kommt es regelmäßig zu Vermischungen und Überlappungen der Gebiete, besonders während der Reproduktionszeit im Sommer. Offenbar ist es für beide Gruppen von Fischen wichtig, dass die Laichgründe optimal für den Vermehrungserfolg ausgewählt werden.

## Fischfang und Gefährdung
Bei Restaurants und Verbrauchern wird Sparisoma cretense als eher unbedeutend eingestuft. Aus diesem Grund wird der Europäische Papageifisch nicht gezielt befischt. Durch die geringe Fischereiquote wird die Art bei der IUCN als least concern (nicht gefährdet) eingestuft. Vielmehr geht die rote Liste für bedrohte Tierarten davon aus, dass die weiterhin zu erwartende klimabedingte Erwärmung der Meere und Ozeane zu einer weiteren Ausbreitung der Art beiträgt.

## Aquaristik
Durch die maximale Größe von 50 cm und die spezielle Lebensweise ist der Europäische Papageifisch allenfalls für sehr große Schaubecken geeignet. Die Art spielt somit in der Meerwasseraquaristik eine untergeordnete Rolle.

## Synonyme
- Calliodon rubiginosus (Valenciennes, 1840)
- Euscarus cretensis (Linnaeus, 1758)
- Labrus cretensis Linnaeus, 1758
- Labrus xantherythrus Rafinesque, 1810
- Scarus canariensis Valenciennes, 1838
- Scarus cretensis (Linnaeus, 1758)
- Scarus mutabilis Lowe, 1838
- Scarus rubiginoides Guichenot, 1865
- Scarus rubiginosus Valenciennes, 1840
- Scarus siculus Cocco, 1846
- Sparidosoma cretense (Linnaeus, 1758)[7]